# FC Barcelona, una nova era
FC Barcelona, una nova era és una sèrie documental de 2022, dirigida pel periodista Marc Pons Molina. Es va estrenar el 28 de desembre de 2022 al catàleg d'Amazon Prime Video. Gravada originalment en diverses llengües, entre les quals el castellà, el català i l'anglès, també compta amb una versió doblada i subtitulada al català. Està produïda per Barça Studios i cada capítol té una durada aproximada de mitja hora.
La docusèrie posa el focus en els primers dos anys de la segona presidència de Joan Laporta i del fitxatge de Xavi Hernández com a entrenador del primer equip masculí de futbol del Futbol Club Barcelona. També s'hi relaten els diferents procediments de reestructuració econòmica del club i compta amb diverses imatges gravades des de l'interior de les oficines i dels vestidors.
El 6 de setembre de 2023 es va estrenar la segona temporada formada per quatre episodis.